# Sexy Beast (TV-serie)
Sexy Beast är en brittisk dramaserie vars första säsong hade premiär på Paramount+ den 25 januari 2024. Serien som är skapad av Michael Caleo är en föregångare till filmen med samma namn från år 2000. Första säsongen består av åtta avsnitt.

## Handling
Serien kretsar kring tjuvarna Gal and Don som blir rekryterade av bossen Teddy Bass.

## Rollista (i urval)
- James McArdle – Gal Dove
  - Cohen James Walmsley – Gal, som ung
- Emun Elliott – Don Logan
- Sarah Greene – Deedee Harrison
- Ralph Brown – Roger Riley
- Tamsin Greig – Cecilia Logan
- Stephen Moyer – Teddy Bass
- Eliza Bennett – Marjorie Kern
- Michael Obiora – Dutch
- John Dagleish – Aitch
- Robbie Gee – Mace Grant
- Paul Kaye – Stan Higgins
- Lex Shrapnel – Alan "Two Guns" Graves